# Congregatie (kloostergemeenschap)
Een congregatie is een instituut van gewijd leven binnen de Rooms-Katholieke Kerk. Deze vereniging van mannelijke of vrouwelijke geestelijken zijn verbonden door religieuze geloften. In tegenstelling tot een kloosterorde is een congregatie gesticht na ongeveer 1550, hanteert ze een minder strenge clausuur voor de kloosterlingen en laat ze hen de eigendom van bezittingen, maar niet het beheer en de vrije beschikking erover.
Bij een klerikale congregatie zijn de meeste leden priester, zo niet is het een laïcale broederschap. 
Een congregatie van  pontificaal recht is goedgekeurd door de Heilige Stoel of heeft minstens een decreet van lof ontvangen. In het andere geval is het een congregatie van  episcopaal recht. Een congregatie heet exempt, als zij niet aan de rechtsmacht van een plaatselijke bisschop onderworpen is.
Ordes en congregaties onderscheiden zich van elkaar door een eigen spiritualiteit, een eigen regel, een geëigende activiteit en een eigen habijt, alhoewel in sommige congregaties en in sommige delen van de wereld, het habijt sinds de jaren 1960 in onbruik is geraakt. Vaak werden congregaties opgericht voor het opbouwwerk van scholen, ziekenhuizen, verpleeghuizen voor verstandelijk gehandicapten, voor de armenzorg, et cetera. De congregaties zijn in die zin erg belangrijk geweest voor de ontwikkeling van de katholieke streken. In de laatste helft van de twintigste eeuw namen leken of de overheid vaak veel taken over van de congregaties, en verloor dit werk dan ook zijn charitatief karakter. 